# اندره کاندوروف
اندره کاندوروف (اوکراینی: Кандауров Андрей Владимирович؛ زادهٔ ۲۴ اکتبر ۱۹۸۷) بازیکن فوتبال اهل اتحاد جماهیر شوروی سوسیالیستی است.